# Episodi di Che fine ha fatto Sara? (seconda stagione)
La seconda stagione della serie televisiva Che fine ha fatto Sara?, composta da 8 episodi, è stata interamente pubblicata sul servizio di video on demand Netflix il 19 maggio 2021.
| n° | Titolo originale        | Titolo italiano         | Prima TV Spagna | Prima TV Italia |
| -- | ----------------------- | ----------------------- | --------------- | --------------- |
| 1  | Las dos caras de Sara   | La doppia vita di Sara  | 19 maggio 2021  | 19 maggio 2021  |
| 2  | Sangre en las manos     | Mani sporche di sangue  | 19 maggio 2021  | 19 maggio 2021  |
| 3  | Derrumbe                | Collasso                | 19 maggio 2021  | 19 maggio 2021  |
| 4  | Todo queda en tus manos | È tutto nelle tue mani  | 19 maggio 2021  | 19 maggio 2021  |
| 5  | Los muertos hablan      | I morti parlano         | 19 maggio 2021  | 19 maggio 2021  |
| 6  | Esto es personal        | Una questione personale | 19 maggio 2021  | 19 maggio 2021  |
| 7  | Nunca fuimos amigos     | Mai stati amici         | 19 maggio 2021  | 19 maggio 2021  |
| 8  | Yo maté a Sara          | Ho ucciso Sara          | 19 maggio 2021  | 19 maggio 2021  |

## La doppia vita di Sara
- Titolo originale: Las dos caras de Sara

### Trama
Il cadavere trovato in giardino rischia di farlo tornare in carcere e per provare la propria innocenza, Álex cerca risposte da uno psichiatra a cui si era rivolta Sara.

## Mani sporche di sangue
- Titolo originale: Sangre en las manos

### Trama
Lorenzo accetta di essere l'avvocato di Álex. Mariana decide cosa fare con Elroy. Elisa diventa un danno collaterale durante uno degli attacchi di Álex contro César.

## Collasso
- Titolo originale:  Derrumbe

### Trama
L'ossessione di Álex di vendicarsi spinge Elisa a compiere una scelta. Moncho irrompe in casa di Chema e Lorenzo. Sara scopre una verità scioccante che la riguarda.

## E' tutto nelle tue mani
- Titolo originale: Todo queda en tus manos

### Trama
Sei mesi dopo, Álex scopre l'identità del cadavere trovato in giardino. Intanto César è scomparso ed Elisa torna dall'Europa.

## I morti parlano
- Titolo originale: Los muertos hablan

### Trama
Álex aiuta Lorenzo e Chema a gestire le conseguenze di ciò che è successo a casa loro. Sergio prende di mira Elisa per colpire César. Nicandro incontra Marifer.

## Una questione personale
- Titolo originale: Esto es personal

### Trama
Un'agente si presenta all'ufficio di Lorenzo per indagare su Moncho. Marifer svela a Nicandro il suo piano per trovare la madre. Álex è deciso a rintracciare Elisa.

## Mai stati amici
- Titolo originale: Nunca fuimos amigos

### Trama
Alcuni flashback svelano il legame tra Sara e Marifer. Il fratello di Moncho ottiene vendetta. Nicandro dà ad Álex le prove inconfutabili della doppia vita di Sara.

## Ho ucciso Sara
- Titolo originale: Yo matè a Sara

### Trama
Una videocassetta nascosta nell'armadio di Sara diventa una prova fondamentale e tutti capiscono di aver cercato l'assassino nel posto sbagliato.